# Sorghastrum nutans
La hierba de don Carlos (Sorghastrum nutans) es una especie de planta herbácea de la familia de las poáceas. 

## Distribución y hábitat
Es una hierba de las praderas que se encuentra en el centro y este de Estados Unidos y Canadá, especialmente en las grandes llanuras y praderas de pasto alto.

## Descripción

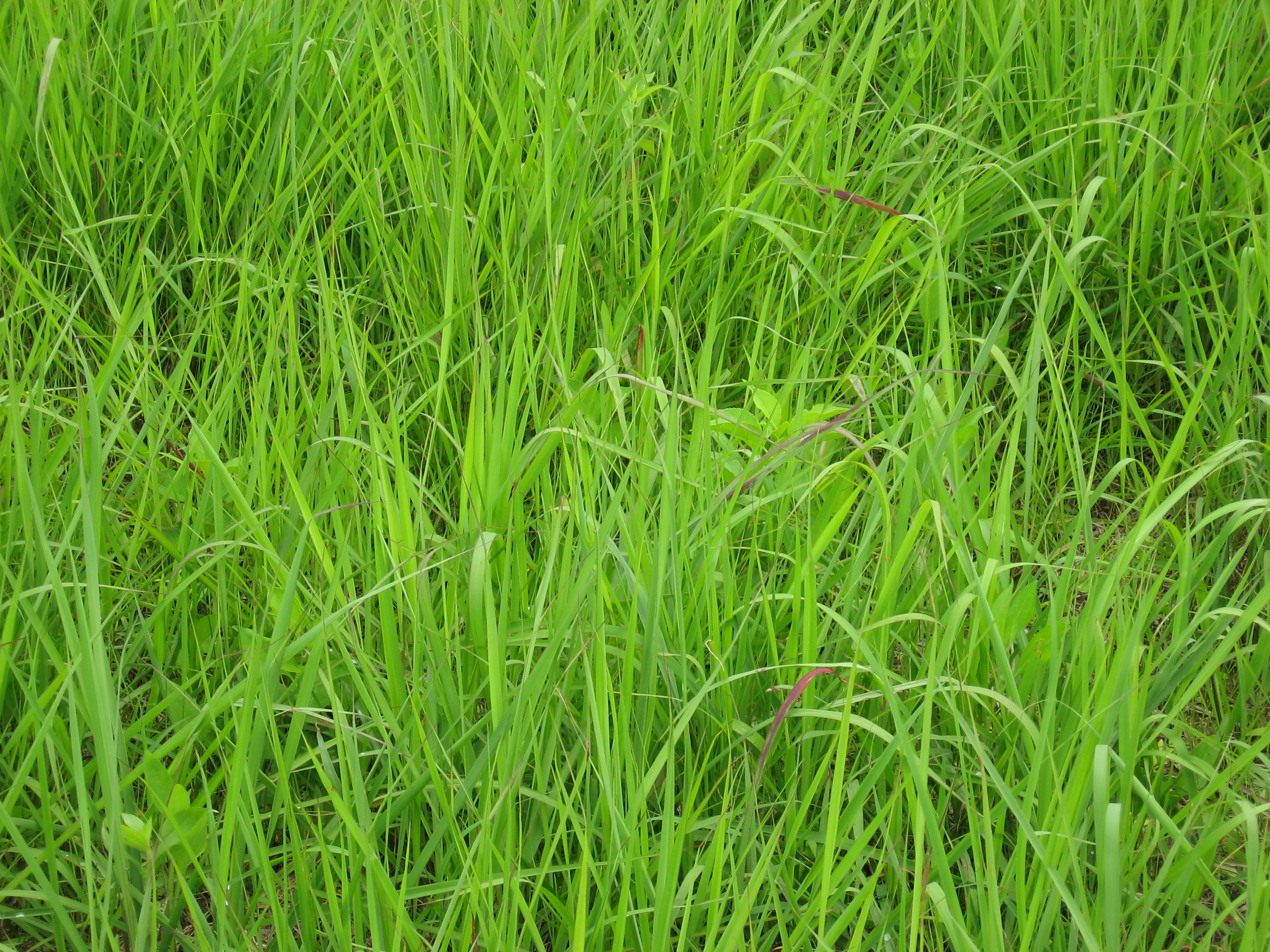
Sorghastrum nutans

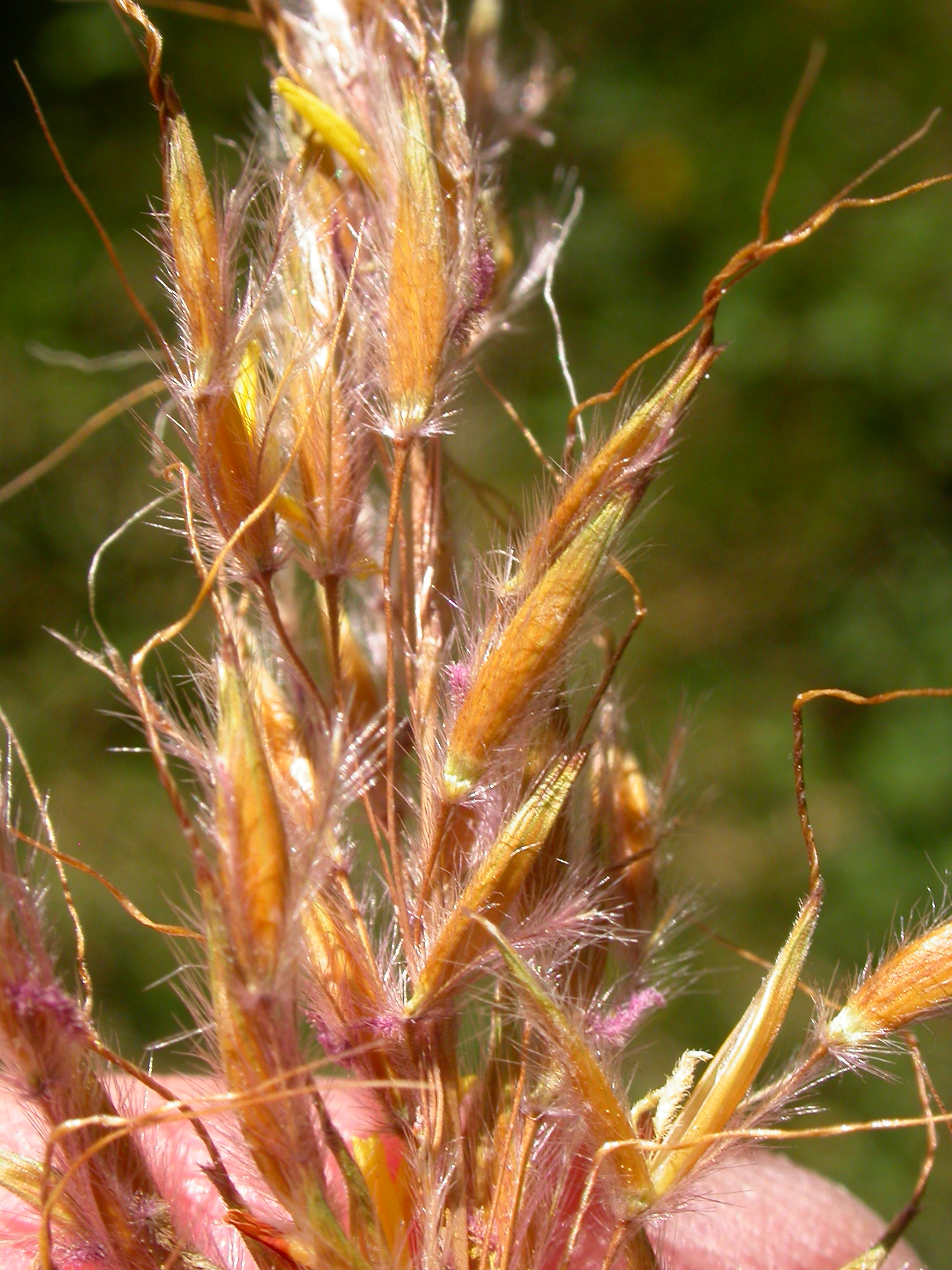
Detalle de la planta

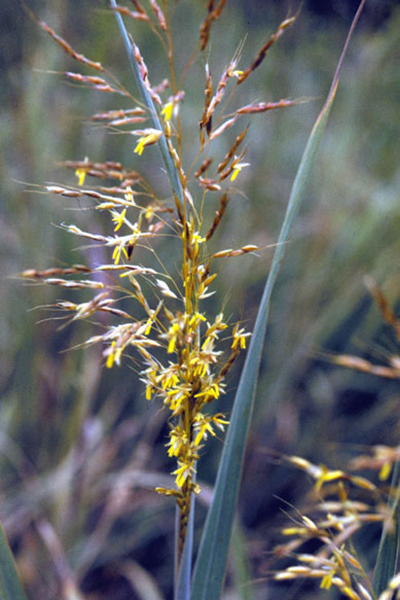
Vista de la planta

Sorghastrum nutans es una planta perenne, prominente en la ecorregión de las praderas de pastos altos, junto con Andropogon gerardii, Schizachyrium scoparium y Panicum virgatum.
Es la hierba oficial del estado de Oklahoma y Carolina del Sur.

## Ecología
Sorghastrum nutans es nativa de los hábitats de las praderas. Su periodo de floración es a finales de primavera. Es intolerante a la sombra. Vuelve a crecer con renovada vitalidad después de los incendios, se utilizan quemas controladas, en sustitución de los grandes herbívoros extinguidos o diezmados (es decir: el bisonte), para la renovación del hábitat. 

## Taxonomía
Sorghastrum nutans fue descrita por (L.) Nash y publicado en Flora of the Southeastern United States 66, 1326. 1903.
Etimología
Sorghastrum: nombre genérico que deriva de las palabras: Sorghum (otro género de misma familia) y de la palabra latina astrum (una pobre imitación), refiriéndose a la semejanza entre los géneros.
nutans: epíteto latíno que significa "con cabezas de flores" 
Sinonimia
- Andropogon albescens E.Fourn.
- Andropogon arenaceus Raf.
- Andropogon avenaceum Michx.
- Andropogon avenaceus Michx.
- Andropogon ciliatus Elliott
- Andropogon confertus Trin. ex E.Fourn.
- Andropogon linnaeanus (Hack.) Scribn. & C.R.Ball
- Andropogon nutans L. basónimo
- Andropogon nutans var. avenaceus (Michx.) Hack.
- Andropogon nutans subsp. linnaeanus (Hack.) Hack.
- Andropogon nutans var. linnaeanus (Hack.) Hack.
- Andropogon rufidulus Steud.
- Chalcoelytrum nutans (L.) Lunell
- Chrysopogon avenaceus Benth.
- Chrysopogon minor Vasey
- Chrysopogon nutans Benth.
- Chrysopogon nutans var. avenaceus (Michx.) Coville & Branner
- Chrysopogon nutans var. linnaeanus (Hack.) C.Mohr
- Digitaria nutans (L.) Beetle
- Holcus nutans (L.) Stuck.
- Holcus nutans var. avenaceus (Michx.) Stuck.
- Poranthera ciliata Raf. ex B.D.Jacks.
- Poranthera nutans (L.) Raf.
- Rhaphis nutans (L.) Roberty
- Sorghastrum albescens (E.Fourn.) Beetle
- Sorghastrum avenaceum (Michx.) Nash
- Sorghastrum flexuosum Swallen
- Sorghastrum linnaeanum (Hack.) Nash
- Sorghastrum nutans subsp. nutans
- Sorghum avenaceum (Michx.) Chapm.
- Sorghum nutans (L.) A.Gray
- Sorghum nutans subsp. avenaceum (Michx.) Hack.
- Sorghum nutans var. elongatum Hack.
- Sorghum nutans subsp. linnaeanum Hack.
- Stipa stricta Lam.
- Stipa villosa Walter
- Trichachne nutans (L.) B.R.Baum[7][8]